# Hans Vermeulen
Hans Vermeulen (Voorburg, 18 de septiembre de 1947-Ko Samui, 9 de noviembre de 2017) fue un cantante, compositor, productor, guitarrista y tecladista holandés . 

## Biografía
Vermeulen comenzó en 1961 con la banda Sandy Coast, con la que obtuvo éxitos como I see your face again, True love that's a wonder, Just a friend, Capital Punishment en Summertrain. En la década de 1970, la banda se separó y Vermeulen fundó Rainbow Train, en la que, entre otros, cantó su entonces esposa Dianne Marchal . Más tarde escribió la canción Hilde sobre ella. En ese período, Vermeulen también fue el productor de los éxitos de, entre otros, Margriet Eshuijs y Anita Meyer. En el sencillo Stars on 45  se encargó de la voz de George Harrison . 
A principios de la década de 1980, Sandy Coast regresó, anotando otro éxito con The Eyes of Jenny, después de ocho años de sequía. Este sencillo fue lanzado en docenas de países. Otro regreso y nuevo álbum siguió a fines de la década de 1980. Vermeulen descubrió en la década de 1980 Nadieh, Ruth Jacott y Hans de Booij, entre otros. 
En la década de 1990 la carrera de Vermeulen se fue cuesta abajo. Emigró a Tailandia, donde vivió en la isla de Ko Samui y se volvió a casar con la cantante tailandesa Jariya Chatsuwan. A finales de los 90 lanzó un álbum con canciones holandesas. La canción Een kus en een knuffel, una adaptación de la canción Butterfly Kisses de Bob Carlisle y Randy Thomas, se convirtió en un éxito menor. En 1994 y 2000 realizó un modesto proyecto bajo el nombre de The Rest. En 2001 actuó con Marlayne y City to City en el programa de televisión De Vrienden van Amstel LIVE!. Esto condujo en 2002 a una actuación con Metropole Orkest bajo la dirección de Dick Bakker, donde Vermeulen actuó con Marlayne, entre otros. 
Vermeulen murió repentinamente el 9 de noviembre de 2017 a la edad de 70 años. Recibió un arpa dorada y un Edison, entre otras cosas. Su hijo David Vermeulen también se hizo músico.